# Cmentarz w Mirocinie Górnym

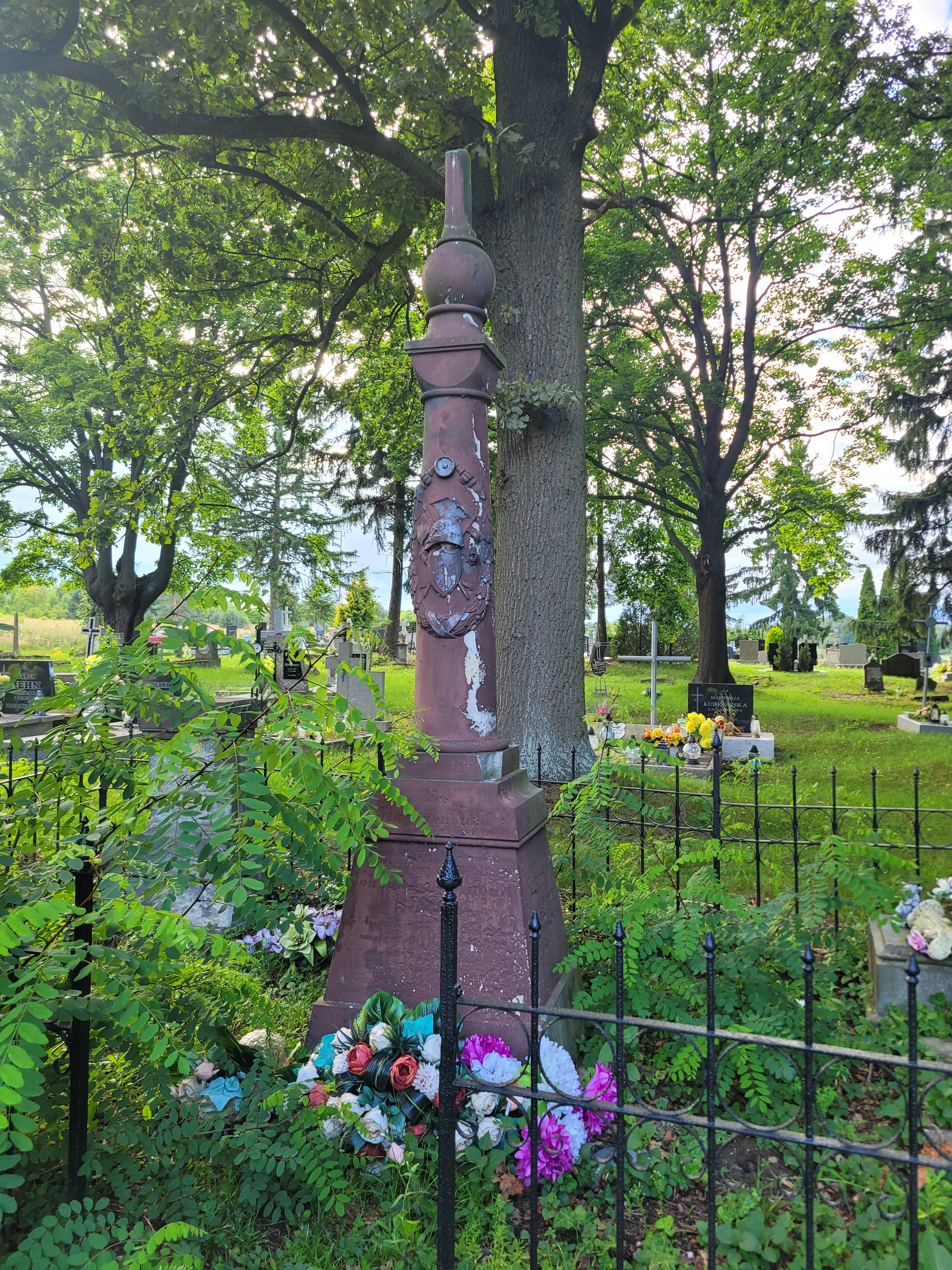
Poniemiecki pomnik znajdujący się na cmentarzu w Mirocinie Górnym

Cmentarz w Mirocinie Górnym – cmentarz należący do miejscowości Mirocin Górny, w gminie Kożuchów, powiecie nowosolskim, województwie lubuskim. Cmentarz znajduje się na drodze między Mirocinem Górnym a Kożuchowem.

## Zabytki
Na terenie cmentarza znajduje się zabytkowa część poniemiecka z pozostałościami przedwojennych grobów. Jest tam pomnik poświęcony żołnierzom niemieckim poległym podczas I wojny światowej. Na cmentarzu rośnie także Głożyna cierń Chrystusa. Poza aktualnie używanym wejściem do cmentarza znajduje się tam także zabytkowa, nieużywana brama. 
Po drugiej stronie drogi stoi kapliczka wotywna z XVII w.